# Guerreros de la tinta
Guerreros de la Tinta: Una compilación del cajón de los tesoros para cerrar el 2009 y abrir el 2010, ofreciendo un resumen de los 17 discos de Los Aldeanos en una compilación. Este disco se realiza en dos versiones, la primera se lanza en formato digital seguida por una fabricación de un número limitado del disco físicos oficiales.
Conteniendo 26 temas en celebración de la numerología de las Musas y con la inclusión de temas favoritos desde los inicios del grupo. “Guerreros de la Tinta” es una reliquia para cualquier fanático de La Aldea y algo nuevo y fresco para sus audiencias internacionales. La versión digital embarca un repertorio clásico y los viejos tesoros de los archivos con vista en el futuro. El disco físico, será un doble CD set presentando los éxitos de Los Aldeanos con material exclusivo.

## Track List
| Track                         | Álbum                         | Año  |
| ----------------------------- | ----------------------------- | ---- |
| A Veces Sueño                 | Censurados                    | 2003 |
| Las Mickies                   | Censurados                    | 2003 |
| Quienes Somos                 | Poesía Esposada               | 2004 |
| Algo Anda Mal                 | Poesía Esposada               | 2004 |
| Verdades Nada Más             | Poesía Esposada               | 2004 |
| Chie Chie                     | En3 T La Musas                | 2005 |
| Lalalalala                    | En3 T La Musas                | 2005 |
| De Pikity Pakity              | Abajo Como Hace Tres Febreros | 2006 |
| Mensaje de Esperanza y Fuerza | Abajo Como Hace Tres Febreros | 2006 |
| Homenaje                      | Abajo Como Hace Tres Febreros | 2006 |
| De La Calle Y De La Casa      | Mi Filosofía                  | 2006 |
| Chie Chie Material de Estudia | Mi Filosofía                  | 2006 |
| El Chinito                    | Inédito                       | 2007 |
| El Señor Martínez             | Poesía y Corazón              | 2007 |
| Pity-Pity-Fu                  | Poesía y Corazón              | 2007 |
| Pa' la Pinga el Mundo         | Poesía y Corazón              | 2007 |
| Miseria Humana                | Miseria Humana                | 2008 |
| Sin Título Ft. El B           | Miseria Humana                | 2008 |
| América                       | Dr. Jekyll                    | 2008 |
| Shao Kahn                     | Mr. Hyde                      | 2008 |
| Deja que Hable el Corazón     | Dr. Jekyll                    | 2008 |
| DHL Aldo                      | Mantenimiento al Alma         | 2008 |
| El Juicio                     | Mantenimiento al Alma         | 2008 |
| Niñito Cubano                 | (Remix Ft. Johann de Jahsta)  | 2009 |
| Tengo Ganas de Hacer Rap      | Los Kbayros                   | 2009 |
| Todos Para Una                | Dfinny Flowww                 | 2010 |